# Bisdom Thiès

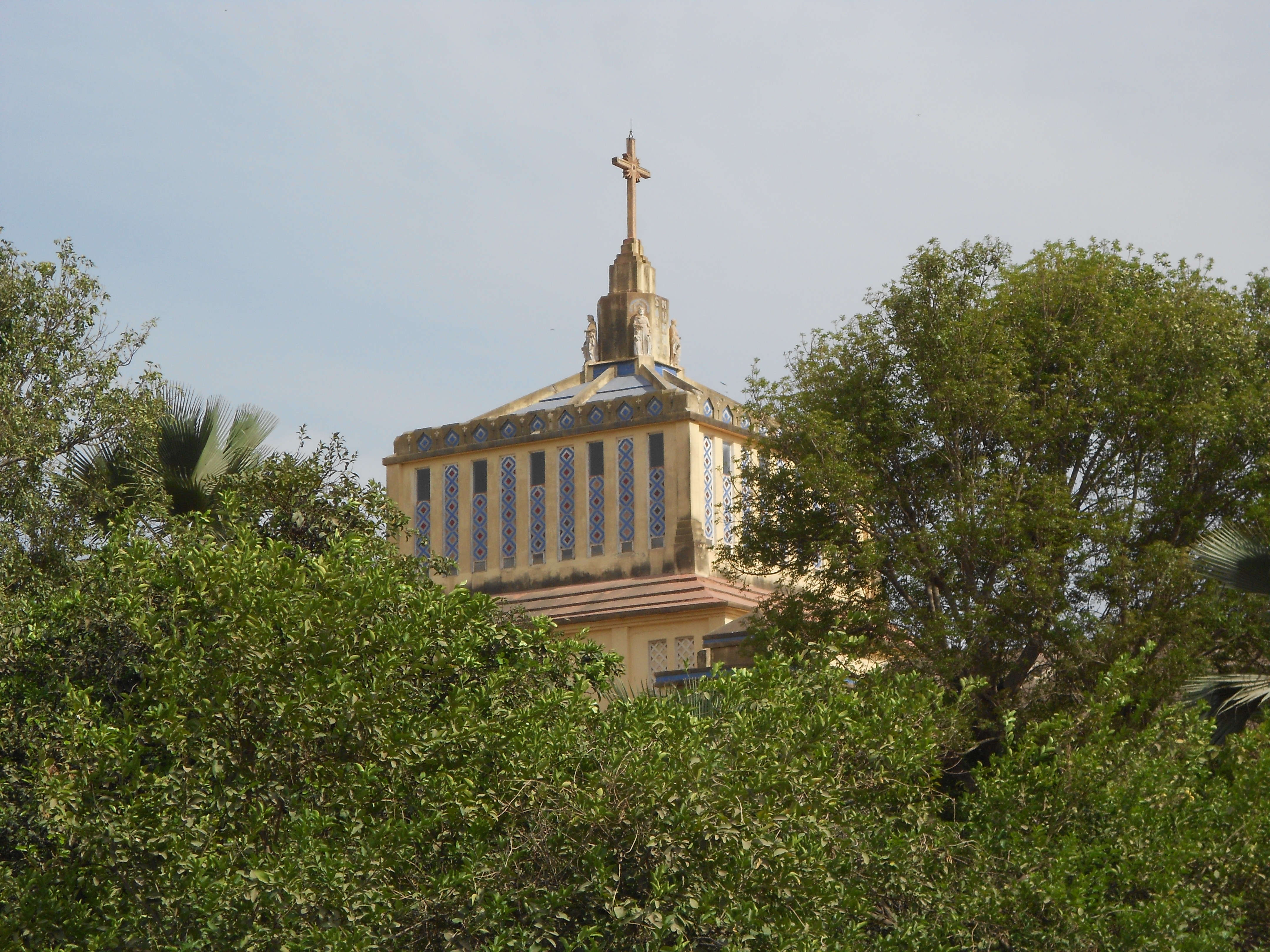
De Sint-Annakathedraal

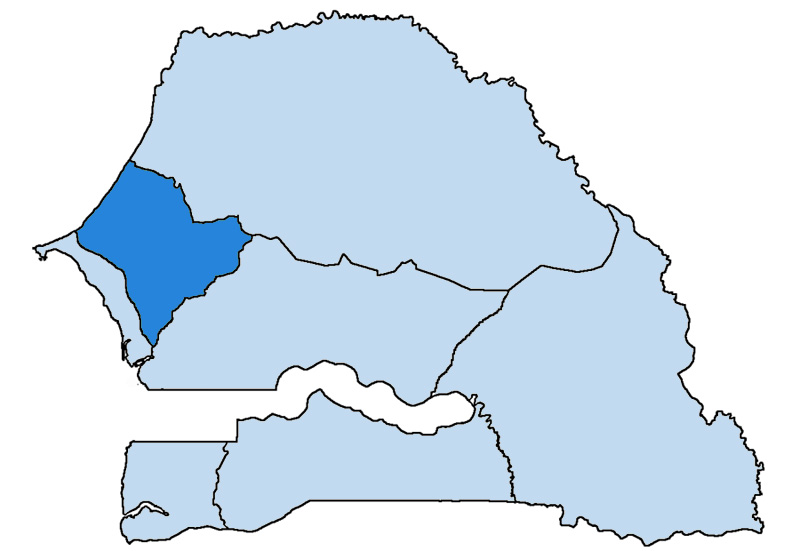
Het bisdom binnen Senegal

Het bisdom Thiès (Latijn: Dioecesis Thiesina) is een rooms-katholiek bisdom met als zetel Thiès in Senegal. Het is een suffragaan bisdom van het aartsbisdom Dakar. Het werd opgericht in 1969. Hoofdkerk is de Sint-Annakathedraal in Thiès.
In 2020 telde het bisdom 25 parochies. Het bisdom heeft een oppervlakte van 9.053 km² en telde in 2020 ongeveer 63.500 katholieken op een totale bevolking van 4.022.000, ongeveer 1,6% van de bevolking.

## Bisschoppen
- François-Xavier Dione (1969-1985)
- Jacques Yandé Sarr (1986-2011)
- André Gueye (2013-)